# Estación Encina
Encina es una estación ferroviaria ubicada en la localidad homónima, Partido de Carlos Tejedor, Provincia de Buenos Aires, Argentina.

## Ubicación
La estación se encuentra en a 389,9 km de la Estación Once.

## Servicios
No presta servicios de pasajeros. Sus vías están concesionadas a la empresa de cargas Ferroexpreso Pampeano, sin embargo las vías que pasan por la estación se encuentran inactivas y en estado de abandono.

## Imágenes

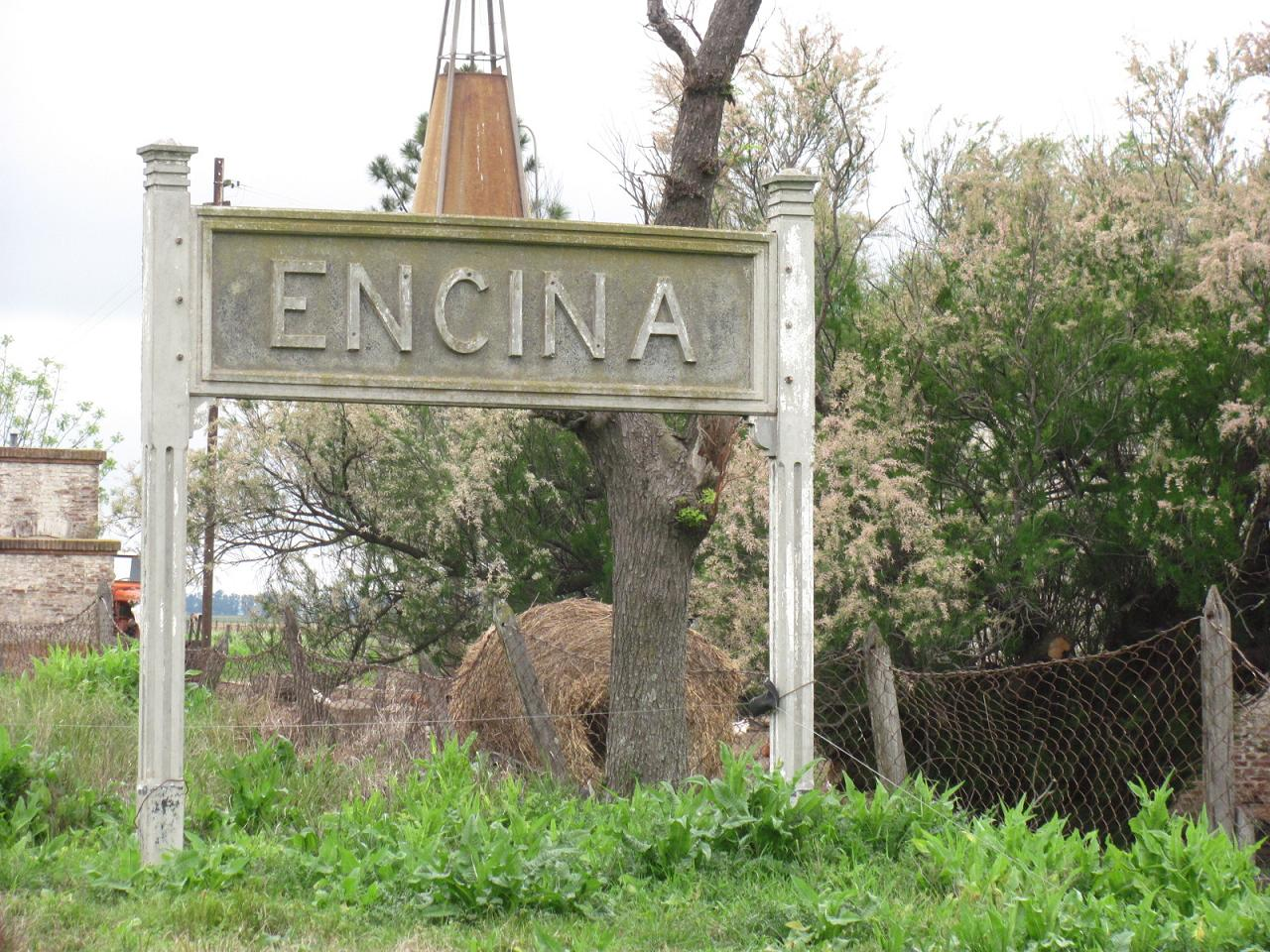